# Musa Moguškov
Musa Moguškov (* 6. února 1988) je ruský zápasník–judista ingušské národnosti.

## Sportovní kariéra
S úpolovými sporty začínal v Nazrani pod vedením Izraila Kodzojeva. V roce 2007 si ho do vrcholového tréninkového centra v Ťumeni stáhl Nikolaj Chochlov a od roku 2008 se pohybuje v ruské seniorské reprezentaci. V roce 2012 se kvalifikoval na olympijské hry v Londýně a v interním souboji potvrdil nominaci proti Alimu Gadanovi. Na olympijské hry však nevyladil formu a skončil v úvodním kole na Ázerbájdžánci Tarlanu Karimovovi. Od roku 2013 startuje ve vyšší lehké váhové kategorii do 73 kg. V roce 2016 se kvalifikoval na olympijské hry v Riu, ale v ruské nominaci musel ustoupit Děnisi Jarcevovi.

### Vítězství
- 2010 – 2× světový pohár (Moskva, Abú Zabí)
- 2011 – 1× světový pohár (Rio)
- 2012 – 1× světový pohár (Madrid)
- 2013 – 1× světový pohár (Samsun)
- 2016 – 1× světový pohár (Ťumeň)

## Výsledky
| Olympijské hry     |    |    | — |    |     |    | úč. |    |     |     | — |     |   |     |   |    |  |  |  |  |  |  |  |  |  |
| Mistrovství světa  |    | —  |   | —  | úč. | 3. |     | —  | 3.  | úč. |   | úč. | — | úč. |   |    |  |  |  |  |  |  |  |  |  |
| Evropské hry       |    |    |   |    |     |    |     |    |     | —   |   |     |   | úč. |   |    |  |  |  |  |  |  |  |  |  |
| Mistrovství Evropy | —  | —  | — | —  | úč. | 5. | —   | 7. | úč. | —   | — | 2.  | — | úč. | — | 3. |  |  |  |  |  |  |  |  |  |
| ME do 23 let       | —  | —  | — | 3. | —   |    |     |    |     |     |   |     |   |     |   |    |  |  |  |  |  |  |  |  |  |
| MS juniorů         | 7. |    |   |    |     |    |     |    |     |     |   |     |   |     |   |    |  |  |  |  |  |  |  |  |  |
| ME juniorů         | —  | 3. |   |    |     |    |     |    |     |     |   |     |   |     |   |    |  |  |  |  |  |  |  |  |  |